# Роберто Аргуельйо
Роберто Аргуельйо (ісп. Roberto Argüello; нар. 12 травня 1963) — колишній аргентинський тенісист.
Найвищу одиночну позицію світового рейтингу — 38 місце досяг 16 квітня 1984, парну — 109 місце — 26 листопада 1984 року.
Здобув 1 одиночний титул.
Найвищим досягненням на турнірах Великого шолома було 2 коло в одиночному розряді.

## Фінали Гран-прі за кар'єру

### Одиночний розряд: 1 (1–0)
| Результат | W-L | Дата | Турнір          | Покриття | Суперник     | Рахунок       |
| --------- | --- | ---- | --------------- | -------- | ------------ | ------------- |
| Перемога  | 1–0 | 1983 | Венеція, Італія | Ґрунт    | Джиммі Браун | 2–6, 6–2, 6–0 |

## Титули на челленджерах

### Одиночний розряд: (1)
| Ранг | Рік  | Турнір            | Покриття | Суперник        | Рахунок  |
| ---- | ---- | ----------------- | -------- | --------------- | -------- |
| 1.   | 1990 | Женева, Швейцарія | Ґрунт    | Даніель Оршанік | 6–3, 6–0 |